# ISO 20000
A ISO/IEC 20 000 é a primeira norma editada pela ISO (International Organization for Standardization) que versa sobre gestão de qualidade de serviços de TI (Tecnologia da Informação). É a primeira norma mundial especificamente focada na gestão de serviços de TI. Ela não formaliza a inclusão das práticas da ITIL, embora esteja descrito na norma um conjunto de processos de gestão que estão alinhados com os processos definidos dentro dos livros Itil.
A ISO 20 000 é um conjunto que define as boas práticas de gestão de serviços de TI. O seu desenvolvimento foi baseado na BS 15000 (British Standard).  A sua primeira edição ocorreu em dezembro de 2005. Em junho de 2011, a ISO/IEC 20000-1:2005 foi atualizada para a ISO/IEC 20000-1:2011. Em fevereiro de 2012, a ISO/IEC 20000-2:2005 foi atualizada para a ISO/IEC 20000-2:2012. A norma ISO/IEC 20000-1 foi revisada pelo ISO/IEC JTC1/SC 40 (IT Service Management and IT Governance). A revisão foi publicada em julho de 2018 . A partir desse ponto, entidades certificadas têm um período de transição de três anos para se atualizarem para a nova versão da ISO 20000-1.
Essa norma tem como âmbito definir requisitos para a correcta gestão de uma empresa prestadora de serviços de TI, garantindo a entrega aos clientes de serviços de qualidade. São requisitos da norma definição de políticas, objetivos, procedimentos e processos de gestão para assegurar a qualidade efetiva na prestação de serviços de TI. Os processos da ISO/IEC 20 000 são os seguintes:
- processos de planeamento e implementação;
- processos de entrega de serviços;
- processos de relacionamento;
- processos de solução, liberação e controle.

A ISO/IEC 20000 adota a metodologia conhecida como Plan-Do-Check-Act – PDCA para os processos de planeamento e implementação de serviços, que consiste de quatro tarefas básicas.
- Plan – planear: estabelece os objetivos e processos necessários para entrega dos serviços com qualidade.
- Do – fazer: implementa os processos estabelecidos no plano.
- Check – avaliar ou verificar: monitoriza e estabelece métricas para os processos visando confirmar se estão a ser executados com qualidade.
- Act – agir: toma ações que visam à melhoria contínua dos processos e dos resultados gerados por estes.

A primeira atividade de processos de entrega de serviços está na elaboração de acordos de níveis de serviço que são realizados entre as áreas solicitantes e a área de gestão de serviços de TI. A exemplo do Service Delivery (Serviço de entrega) do ITIL, os processos de entrega de serviços na ISO/IEC 20 000 tratam ainda das atividades de emissão e da distribuição de relatórios acerca da disponibilidade e continuidade de serviços, orçamento e contabilidade de custos e gestão da capacidade.
Os processos de relacionamento na ISO/IEC 20 000 tratam do relacionamento entre o prestador de serviços de TI e os seus clientes, inclusive a identificação das necessidades dos clientes e a gestão de mudanças dessas necessidades.  Inclui ainda atendimento de reclamações e processo de escalação de problemas urgentes, caso não sejam resolvidos pelo processo comum. Também deve-se obter feedback do cliente por meio da medição do seu nível de satisfação.
Os processos de solução, liberação e controle na ISO/IEC 20 000 tratam de: 
- atividades de tratamento;
- incidentes e problemas;
- gestão de configurações;
- gestão de mudanças e de
- gestão de liberações.

A certificação ISO/IEC 20 000 fornece uma base para prover que uma organização tenha implementado os processos de gestão de serviços e utiliza-os de forma consistente dentro da organização.  Seu propósito é promover a adoção de um processo integrado para entregar serviços que satisfaçam os requisitos do negócio e do cliente. Para isso, introduz uma cultura de serviços e provê as metodologias para entregar serviços que atendam aos requisitos de negócio definidos e às prioridades de um "modo gerível”. Além disso, enfatiza processos para apoiar a qualidade real de fornecimento, ajudando as organizações a gerar receita ou a ter um custo efetivo via uma gestão de serviço profissional.
Vejamos, a seguir, outras características de organizações que adotam a norma ISO 20 000 como modelo de gestão de serviços em tecnologia da informação.
- Ajudar os fornecedores de serviços a determinar uma conformidade com as melhores práticas.
- Transformar departamentos focados em tecnologia, em departamentos focados em serviços.
- Melhorar a confiança e disponibilidade dos sistemas.
- Prover uma base para acordos em nível de serviços.
- Fornecer o ganho em marketing e vantagem competitiva.

A ISO 20 000 é particularmente importante para organizações de setores industriais em que a qualidade dos serviços de TI é essencial para o sucesso empresarial. Também é relevante para organizações que fornecem serviços geridos e subcontratação de serviços de TI ajudando a atender conformidades regulatórias.
Ela foi desenvolvida para estar alinhada com a família ISO 9001 & ISO/IEC 27001. Para as organizações que não procuram certificação, a norma pode ser utilizada como guia para melhorar os seus processos de TI e reduzir os custos.  Normalmente, o clima da equipe melhora ao trabalhar em um ambiente controlado pela norma ISO/IEC 20 000.